# Kijevo-pečerska lavra
Kijevo-pečerska lavra (ukr. Києво-Печерська лавра) je najstarije pravoslavno svetište Istočnih Slavena osnovano 1051. godine u Kijevu (Ukrajina). Osnovana je pod upravom staroruskog kneza Jaroslava Mudrog, a smješteno je na dva šumovita brda koja gledaju na obale rijeke Dnjepar. U svetištu se također nalaze i spiljski manastiri osnovani 1015. godine. Riječ pečera znači "špilja", a lavra označava visoko pozicionirane pravoslavne manastire, stoga Kijev-pečerskaja lavra znači "Kijevski špiljski manastir".
Danas pripada pod nadležnost Ukrajinske pravoslavne crkve MP. Svetište se nalazi pod zaštitom UNESCO-a i spada u jedno od Sedam turističkih čuda Ukrajine.  

## Povijest
Odmah po osnutku Lavra je postala sjedište zajednice kojom je upravljao opat Sv. Teodozije i uz pomoć kijevskih kneževa, manastir se bogatio. Opustošili su ga Mongoli i Mongoli u 13. stoljeću, i obnovljen je tek u 17. stoljeću. Sat-toranj i Crkva refektorija su dvije znamenitosti koje su utjecale na obnovu i izgled mnogih drugih manastira. 
Lavra je od 17. stoljeća odigrala važnu ulogu u širenju pravoslavnog kršćanstva u cijeloj Ukrajini, ali i Rusiji. Tiskara u manastiru je osnovana još 1615. godine i u njoj se uglavnom tiskali molitvenici i povijesne knjige. Hodočasnici koji su je pohodili ispunili su manastir mnogim baroknim spomenicima. 
God. 1926. Kiev-pečersku lavru je sovjetska vlast proglasila "Povijesnom i kulturnom baštinom", i od tada su njene zgrade imale nove kulturne funkcije: Metropolitska rezidencije je postala Nacionalni muzej ukrajinske narodne umjetnosti, tiskara Muzej knjiga i knjigoveštva, Crkva refektorija je Muzej kršćanstva, a Crkva Veličanja Križa je Muzej povijesti katakombi.
Kompleks je strašno stradao 1941. godine kada je njegov najstariji dio, katedralska spavaonica, gotovo potpuno srušena.

## Odlike
Danas su njeni najznamenitiji dijelovi:
- Veliki zvonik lavre koji dominira panoramom Kijeva je u vrijeme svoje izgradnje (1731. – 45.) bio najviši kampanil (samostalni zvonik) na svijetu (96.5 m). Dizajnirao ga je arhitekt Johann Gottfried Schädel u neoklasicističkom stilu na četiri kata koji se sužavaju s visinom i završavaju pozlaćenom kupolom.
- Uspenska katedrala koja je nedavno obnovljena nakon što je gotovo bila srušena tijekom Drugog svjetskog rata. Opatske ćelije su vremenom postale nekropola stotina mumificiranih tijela opata koja su sačuvana.
- Crkva Svetog Trojstva, čija je konstrukcija iz 12. stoljeća sakrivena raskošnim baroknim dekorom, nalazi se iznad tzv. "Svetih vrata" koja su ulaz u kompleks. Prema legendi ovu crkvu je dao izgraditi knez Černigiva i Kijeva, Svjatoslav II. 1070ih, na mjestu starije kamene crkve.
- Crkva refektorija
- Crkva Svih Svetih
- Crkva Spasitelja kod Berestove nalazi se na sjeveru kompleksa, izvan zidina lavre, gdje je u 11. stoljeću bilo selo Berestove. Crkva je bila mauzolej dinastije Monomakh i između ostalih tu je sahranjen Jurij Dugoruki, osnivač Moskve.
- Crkva Uzvišenja sv. Križa
- Crkva Gospina porođenja
- Crkva začeća sv. Ane
- Crkva oživljavajućeg izvora
- Bliže špilje su katakombe-svetišta čiji je ulaz kroz Crkvu Svih Svetih. One su zapravo kompleks uskih podzemnih hodnika (oko 1-1,5 m širine i 2-2,5 metra visine) oko kojih se nalaze opatske ćelije i podzemne kapele.
- Dalje špilje imaju ulaz kroz Crkvu začeća sv. Ane, a nastale su kada se 1051. godine opat Antun naselio u jednu od špilja u brdu blizu pečerske lavre. S vremenom je ova špilja rasla s brojnim dodatcima, hodnicima i crkvom na ulazu.

U sklopu kompleksa nalaze se i Manastir sv. Nikole, Kijevska teološka akademija i sjemenište te Debosquettove zidine.
- Crkva Svetog Trojstva 1890-ih
- Crkva Uznesenja Presvete Bogorodice (Uspenska katedrala), glavna crkva Kijevo-pečerske lavre. Kijev u pozadini slike.
- Uspenska Katedrala renovirana za vrijeme uprave hetmana Ivana Mazepe
- Veliki toranj lavre
- Crkva Spasitelja kod Berestove
- Dalje špilje pečerske lavre

## Vanjske poveznice
- Stranice Kijevo-pečerske lavre (engl.)
- Nacionalni muzej Kijevo-pečerske lavre (ukr.)  Arhivirana inačica izvorne stranice od 10. lipnja 2017. (Wayback Machine) (rus.)